# Норик
Но́рик (лат. Noricum) — царство кельтского племени таврисков (IV—I века до н. э.), а затем римская провинция на территориях современной восточной Австрии и Словении.

## География
В римское время Норик располагался между Рецией и Паннонией, а также к югу от Дуная. Наиболее значительные города Виндобона (Вена), Ленция (Линц), Овилия (Вельс), Ювавум (Зальцбург), Птуй.

## История

### Доримский период
Согласно латинским источникам в IV веке до н. э. иллирийское племя нориков объединило под своей властью несколько кельтских, иллирийских племён и племя венетов, образовав собственное государство в северо-восточных Альпах. Столицей царства была Норея.
Первые упоминания о таврисках Норика находим у Полибия во «Всеобщей истории»:

Золотые россыпи в Норике. …Еще в его время, говорит Полибий, в земле таврисков и нориков, вблизи Аквилеи, открыты столь богатые золотые россыпи, что достаточно было углубиться фута на два от поверхности земли, чтобы тотчас напасть на золото; впрочем золотоносная мина имела не больше пятнадцати футов. Некоторая часть золота находима там в чистом виде, в кусочках величиной с полевой или волчий боб, которые на огне теряют только восьмую долю объёма; другая часть требует более продолжительного плавления, но и она очень прибыльна. Одно время италийцы в течение двух месяцев работали в россыпях вместе с варварами, и золото немедленно по всей Италии упало в цене на одну треть. Когда тавриски это заметили, то прогнали товарищей и вели торговлю одни.— Полибий «Всеобщая история»
Римляне начали проникать в эту местность ещё во II веке до н. э. из основанной в 181 до н. э. колонии Аквилея. Особенно их привлекали залежи железной руды в Норее (Noreia), от имени которой, вероятно, и происходит римское название всей области.
В 113 до н. э. кимвры разбили на территории Норика армию консула Гнея Папирия Карбона.
В гражданской войне 49—45 годов до н. э. тавриски выступили на стороне Помпея.
В Норике сформировалось своеобразное рабовладельческое общество. Уровень развития античного Норика был достаточно высок. Здесь употреблялась своя оригинальная письменность и даже чеканилась собственная золотая монета. Языки венетов и иллирийцев были относительно близки друг другу, поэтому в Норике использовалось венетское и иллирийское алфавитное письмо.
Известно лишь два божества нориков — Марс Латобий, именовавшийся «великим богом», «царём туата», и богиня Норейя, «великая мать народа».
На основании нескольких нерасшифрованных надписей, выполненных с помощью особого альпийского алфавита, предполагается существование норикского языка.

### Правители Норика (ок. 370 — 16 до н. э.)
ок. 370 — 45 до н. э. кельтский племенной союз таврисков (стол. Виндобона (н. Вена)).
- Эккео (царь ок. 200 до н. э.)
- Боро.
- Тинео.
- Атта.
- Андамати.
- Экритусир (ок. 60 до н. э.).
- Воккио (ок. 60 — 45 до н. э.).
- 45 до н. э. — 420 год — римская провинция Норик.

Существование нижеследующих правителей сомнительно:
- Свиекка
- Сонге
- Немет
- Эксингома
- Гезаторикс

### Римская провинция (16 до н. э.—476 н. э.)
В 16 до н. э. с таврисками воевал проконсул Иллирика Публий Силий Нерва, а затем в 15 до н.э. в течение одной летней кампании область была завоевана Тиберием и Друзом и присоединена к Риму. Она была преобразована в провинцию Норик.
В последующие три столетия Норик подвергся сильной романизации, чему способствовала мирная обстановка в этой провинции, не испытывавшей до конца IV в. крупных варварских вторжений, за исключением периода Маркоманских войн. В провинции долгое время не было значительных римских войск, её военные силы ограничивались несколькими алами и когортами, набранными из местного населения. Когда в 15 году н. э. в Карнунт был переведён из Эмоны XV Аполлониев легион, этот город был сразу же передан Паннонии. Кроме этого, в Норике базировалась флотилия речных судов для охраны Дуная. Её главной базой был Лавриак. Во время Маркоманских войн Марку Аврелию пришлось набрать в Италии два новых легиона, один из которых, II Италийский, после войны был оставлен в Лавриаке.
Пределы Норика в это время ограничивались на севере Дунаем отделяющим его от Германии, на западе рекой Инн — от Рэтии, на юге Карнийскими Альпами и Караванками — от земли карнов, на востоке Цетийскими горами (Mons Cetius, ныне — Венский Лес) и штирийской холмистой страной — от Паннонии. Юго-восточная часть Норика прикрывала важную стратегическую дорогу Via Giulia Augusta, связанную с Янтарным путём, шедшую от Дуная через Лавриак — Вирун — Целея на Аквилею.
В правление Клавдия городские поселения провинции получили статус муниципиев. При Каракалле такой же статус получает Лавриак, основанный в конце II или начале III в. как лагерь для II Италийского легиона, вокруг которого вскоре образовалось поселение. Административным центром провинции был Вирун. Наиболее значительными городами Норика были Вирун (Virunum) , Теурина, Ювавум (современный Зальцбург), Ленция (современный Линц), Лавриак (Лорх), с большой императорской оружейной фабрикой, Петовиум (современный Птуй) и Овилава (Вельс). Из менее крупных городов вдоль дороги Via Giulia Augusta находились: Виндобона (современная Вена), Boiodurum, Ioviacum, Arelape, Namare, Bedaium.
Кроме добывания металлов жители занимались скотоводством и добыванием соли из озёр.
Солдаты из Норика, служившие во II в. в паннонских когортах называют себя сисцианами, варианами и латобиками (от божества Марс Латобий).
Во время реформ Диоклетиана провинция была разделена на две — Норик Прибрежный (между Венским лесом и рекой Инн) и Норик Внутренний. Центрами гражданской администрации стали, соответственно, Овилава и Вирун. Был создан I Норикский легион моряков, задачей которого была оборона дунайских переправ. Он размещался в местечке Ad pontem Ises на реке Ибс. Резиденция главнокомандующего, носившего титул dux Noricum, находилась в Лавриаке.
Валентиниан I (364—375) усилил систему укреплений на Дунае, в том числе в Норике, что позволило отразить нашествие квадов в 374—375. Однако общее положение на границах продолжало ухудшаться: проникшие в IV в. в соседнюю Рецию алеманны к концу столетия вышли на рубежи реки Инн, то есть к самой границе Норика, а в 395 квады, маркоманны и вандалы, разрушив Карнунт и Виндобону (Vindobona), подошли к восточным границам Норика, хотя в 396 Стилихону удалось восстановить границу на Дунае.

### Во времена Великого переселения народов
Однако, хотя провинция и была более или менее защищена с севера, падение соседнего паннонского лимеса, прорванного на рубеже IV—V веков квадами, аланами и вандалами, открыло дорогу в Норик с востока, где он был практически беззащитен. В 401 году вандалы вторглись в Прибрежный Норик, разрушив несколько городов, в том числе Лавриак, но затем были вытеснены Стилихоном. Немного позднее вестготы Алариха, признанного союзником Рима, получили от Стилихона земли в Норике и Иллирии для поселения. После убийства Стилихона в 408 году Норик был временно захвачен Аларихом, однако уже в 409 году римский военачальник Генерид провёл реорганизацию западноиллирийского диоцеза, куда частично входил и Норик, и вновь подчинил его Риму. Из-за постоянной варварской угрозы административные центры перемещаются в начале века в более укреплённые города: так, центром Прибрежного Норика становится Лавриак, а Средиземноморского, вероятно, Тибурния.
В 430/31 году жители Норика подняли восстание, подавленное в следующем году Аэцием.
В середине V века усилилось давление гуннов на дунайские провинции. В 451 году Аттила, двигаясь в Галлию, прошёл через Прибрежный Норик, а в 452 году, во время похода в Италию — через Внутренний. После смерти Аттилы и разгрома гуннов коалицией германских племён, римляне заключили договоры с победителями и в 456 году смогли ненадолго восстановить контроль над частью Норика. Территория Прибрежного Норика попала под влияние племени ругов, осевших в то время на среднем Дунае в районе Нижней Австрии. Около 467 года остготы, обосновавшиеся в Паннонии, проникли во Внутренний Норик, откуда ушли в 472 году, по пути осадив Тибурнию, столицу остававшейся под властью римлян части Норика. Кроме того, Внутренний Норик неоднократно становился жертвой набегов алеманнов из соседней Реции.
Относительный мир между римлянами и германцами сохранялся до 476 года. Когда захвативший власть в Италии Одоакр прекратил выплачивать жалование солдатам норикского лимеса римская пограничная оборона рухнула окончательно и руги овладели Прибрежным Нориком, подчинив себе местное римское население.
Одоакр, стремившийся обезопасить своё государство от ругов, которых император Зенон подстрекал к нападению на Италию, в 487 году совершил поход в Норик и в конце того года разгромил ругов в крупном сражении на Дунае. Король ругов Фелетей был взят в плен и позднее казнён. Его сын Фридерих с остатками племени бежал к остготам, чтобы впоследствии принять участие в завоевании Италии их королём Теодорихом. Второй поход войск Одоакра в 488 году закончился эвакуацией романизированного населения Норика в Италию, так как к границам бывшей провинции уже подступали остготы.
В конце V века большая часть страны принадлежала остготам; северо-западная часть, дольше всего сохранявшая название Норика, была занята байоварами (баварами). В южном Норике в конце VI века поселились славяне-карантаны, давшие название Каринтии; северо-восток до начала IX века был под властью аваров.

## Упоминания Норика в славянских источниках
В Повести временных лет (начало XII века) в переводе упомянуты некие «норики» как первые славяне:

«…По разделении народов взяли сыновья Сима восточные страны, а сыновья Хама — южные страны, Иафетовы же взяли запад и северные страны. От этих же 70 и 2 язык произошел и народ славянский, от племени Иафета — так называемые норики, которые и есть славяне».

В оригинале Лаврентьевской летописи :«…от племени Афетова, нарци, еже суть словене».

## Известные люди
Командующим армией в провинции (до 304 года) был римский военачальник, святой мученик Флориан.